# Darren Mackie
Pour les articles homonymes, voir Mackie (homonymie).
Darren Mackie est un footballeur écossais né le 5 janvier 1982 à Inverurie. Il évolue au poste d'attaquant.

## Palmarès
Néant